# برتونيلة حرجية
برتونيلة حرجية (الاسم العلمي: Bartonella silvatica) هي نوع من البكتيريا تتبع جنس البرتونيلة من فصيلة البارتونيلات.